# Viktor Șmitov
Viktor Șmitov (în rusă Виктор Иванович Шмитов; n. 1848, Kaluga Governorate⁠(d), Imperiul Rus – d. 18 noiembrie 1907, Sankt Petersburg, Imperiul Rus) a fost un avocat din Chișinău și politician țarist, deputat în Duma de Stat al celei de-a III-a convocări din partea Basarabiei.

## Biografie
S-a născut în anul 1848 în gubernia Kaluga. Începând cu 1867, a fost asistent al unui avocat din Novgorod. Câțiva ani mai târziu s-a mutat la Chișinău, unde a devenit avocat al Judecătoriei Chișinău și, ulterior, avocat la Tribunalul Comercial din Basarabia. În Chișinău, a deținut un conac pe strada Sadovaia (în prezent strada Alexei Mateevici). 
În 1903 a acționat ca martor la unul dintre procesele de după pogromul de la Chișinău, unde a declarat:
„Eu, locuind la Chișinău din 1870 timp de 33 de ani și ciocnindu-mă în munca mea cu evrei și ruși și cu interesele lor reciproce, nu am observat că există dușmănie și antagonism între acești locuitori ai Basarabiei, de așa natură care ar putea duce la asemenea dezordini, și fostul pogrom, în opinia mea, nu poate fi pus pe seama acestui lucru.”
După proclamarea Manifestului din octombrie 1905, a aderat la Partidul Centrului Basarabiei. 
În 1907 a fost ales membru al Dumei a III-a de Stat din partea Congresului I al alegătorilor orașelor din gubernia Basarabia. A murit subit pe 5 (18 noiembrie) 1907, la Sankt-Petersburg, în timpul mandatului de deputat.